# 疑念
疑念（ぎねん、英: Doubt）とは信念と不信（disbelief）の間の状態のことであり、事実とされていること、行為、動機、あるいは意思決定の、不確かさ、ないしは疑惑（distrust）、ないしは確実さの欠如を含んでいる。疑念は、認識された「実在」というような何らかの概念に疑問を投げかけ、誤り、過失、ないしは適切さへの懸念から、関連のある行為を遅らせることあるいは退けることを含む。
「to doubt」という用語は「その人の環境と人生経験を問うこと」を意味することができる。